# Бранко
Бранко је мушко српско, хрватско, словеначко и словачко име. Води порекло од речи „бранити“ у смислу борбе. Пољско тумачење имена је да означава особу која је јака. Понађено је да се користило као самостално име још у најранијем периоду историје балканских Словена и могуће да је тада изведено од имена Бранислав или Бранимир.

## Популарност
У Србији је ово име у периоду од 2003. до 2005. било на 66. месту по популарности, а 2000. је било и на 548. месту у јужној Аустралији. И у Хрватској је током двадесетог века ово име било веома популарно, али му је последњих година популарност опала.

## Изведена имена
Од овог имена изведена су имена Бане, Брана, Бране, Бранка и Брано.